# Spatule (chimie)
Pour les articles homonymes, voir Spatule.

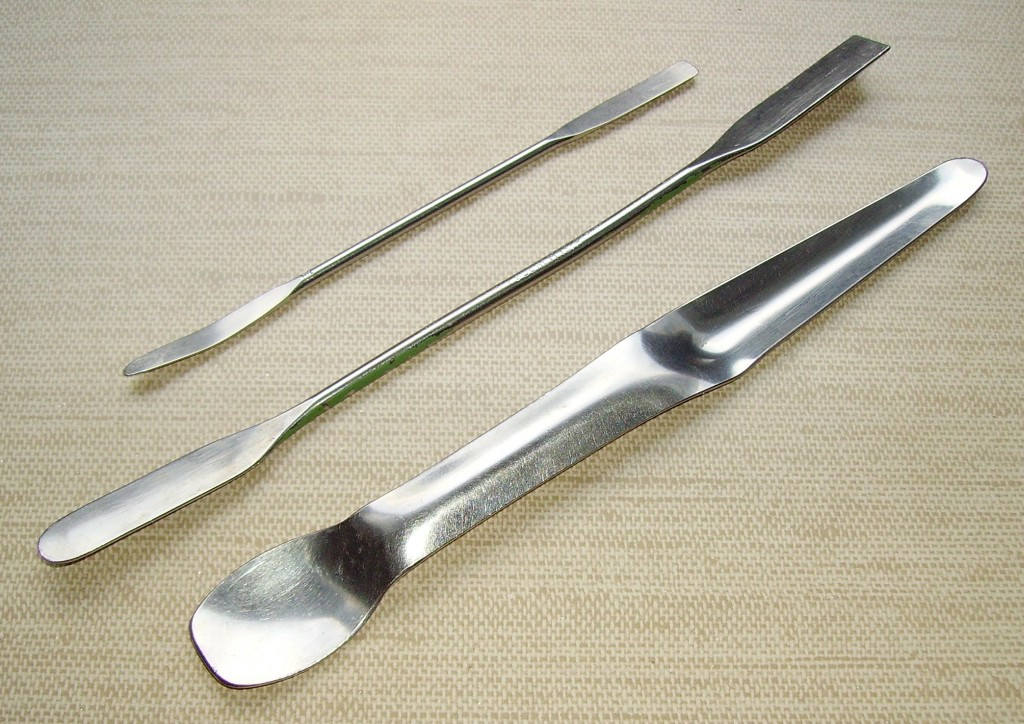
Spatules métalliques de laboratoire

En chimie, une spatule est un outil permettant de prélever une quantité de matière, par exemple de la poudre, contenant le produit chimique recherché.

## Utilité pour la précision
Les bouts aplatis de la spatule permettent de prélever des quantités de poudre ou de produit assez précises. Ainsi, lorsqu'un utilisateur cherche à obtenir une masse ou un volume précis d'un produit donné, l'utilisation d'une spatule permet d'ajouter ou de retirer des toutes petites quantités du produit concerné, avec finalement l'obtention de la quantité presque exacte recherchée. 